# Insound Tour Support No. 12
Az Insound Tour Support No. 12 a Bright Eyes és a Son, Ambulance split lemeze, valamint a Tour Support összeállítás 12. darabja, amelyet 2000-ben adott ki a Tiger Style Records és az Insound. Az albumból mindössze 1000 darabot értékesítettek, melyből 500 az Insound honlapján, 500 pedig a koncerten volt megvásárolható.
Az I Won’t Ever Be Happy Again dal egy újabb változata megtalálható a Bright Eyes Don’t Be Frightened of Turning the Page középlemezén.

## Számlista
| 1.    | I Won’t Ever Be Happy Again                 | Bright Eyes    | 4:26 |
| 2.    | The Joy in Discovery                        | Bright Eyes    | 2:45 |
| 3.    | The Joy in Forgetting/The Joy in Acceptance | Bright Eyes    | 4:45 |
| 4.    | Like Billy Budd or Cyrano de Begerac        | Son, Ambulance | 4:49 |
| 5.    | The Woman in the Underpass                  | Son, Ambulance | 5:04 |
| 6.    | Astrud, Astrud                              | Son, Ambulance | 6:56 |
| 7.    | Lovers Turn Into Monsters                   | Bright Eyes    | 4:44 |
| 33:29 |                                             |                |      |

## Közreműködők

### Bright Eyes
- Conor Oberst – ének, gitár, dob, zongora, ütőhangszerek

### Son, Ambulance
- Joe Knapp – ének, gitár, dob, hegedű, ütőhangszerek

### Más zenészek
- Andy LeMaster – ének
- Chris Fischer – orgona, sampler
- Clark Baechle – gitár

## Fordítás
Ez a szócikk részben vagy egészben  az   Insound Tour Support No. 12 című angol Wikipédia-szócikk ezen változatának fordításán alapul.  Az eredeti cikk szerkesztőit annak laptörténete sorolja fel. Ez a jelzés csupán a megfogalmazás eredetét és a szerzői jogokat jelzi, nem szolgál a cikkben szereplő információk forrásmegjelöléseként.